# Teenage Mutant Ninja Turtles: Mutant Mayhem
Teenage Mutant Ninja Turtles: Mutant Mayhem ist ein amerikanischer Superhelden-Animationsfilm aus dem Jahr 2023, der auf den von Peter Laird und Kevin Eastman geschaffenen Charakteren der Teenage Mutant Ninja Turtles basiert. Der Film folgt den vier Schildkröten auf ihrer Jagd nach einem mysteriösen Verbrechersyndikat und gegen eine Armee von Mutanten. Die Geschichte behandelt Themen wie Familie, Akzeptanz und Anpassung.

## Handlung
Die Leiterin des Techno Cosmic Research Institute (TCRI), Cynthia Utrom, schickt ein Team aus, um den abtrünnigen Wissenschaftler Baxter Stockman zu jagen, der einen mutagenen Schlamm hergestellt hat, mit dem er seine eigene mutierte Tierfamilie gründen will, angefangen mit einer Stubenfliege. Baxter wird von Cynthias Einsatztruppe gestört und bei der daraus resultierenden Explosion getötet, während das Mutagen in die Kanalisation von New York City fällt. Das Mutagen verwandelt vier Schildkrötenbrüder – Michelangelo, Leonardo, Raphael und Donatello – sowie eine Ratte namens Splinter in humanoide Mutanten, woraufhin Splinter die Schildkröten adoptiert. Splinter misstraut den Menschen – vor allem nach einer Begegnung, bei der er und die Schildkröten verjagt wurden – und bildet seine Söhne in der Kunst des Ninjutsu aus, wobei er sie anweist, ihr Haus in der Kanalisation nur zu verlassen, um Vorräte zu stehlen. Im Laufe der Jahre sehnen sich die Turtles danach, mit Menschen ihres Alters zusammenzuleben und sie zu mögen, sehr zum Missfallen von Splinter.
Fünfzehn Jahre später besuchen die Turtles nach einer ihrer Versorgungsfahrten eine Filmvorführung im Freien. Als sie nach Hause zurückkehren, werden sie von Splinter konfrontiert, der ihnen einen Strafzettel verpasst, weil sie zu spät gekommen sind. Einen Monat später besiegen die Turtles eine Verbrecherbande, um das gestohlene Moped eines Teenagers namens April O’Neil zurückzubekommen. April, eine aufstrebende Journalistin, hat eine Reihe von Diebstählen von TCRI-Technologie durch einen Kriminellen namens „Superfly“ untersucht. Die Turtles planen, Superfly dingfest zu machen und sich durch Aprils Berichterstattung als Helden zu etablieren. Sie fangen ein Stück der gestohlenen Technologie ab und treffen Superfly unter der Brooklyn Bridge, wo sie herausfinden, dass er nicht nur selbst ein Mutant ist, sondern auch der Anführer einer Bande von Mutanten. Die Turtles sind begeistert, andere Mutanten zu treffen und schließen sich Superfly und den anderen an. Er erzählt ihnen, dass sie von Stockman erschaffen wurden und dass sie dem TCRI entkommen sind und auf einem verlassenen Schiff in Staten Island leben. Dann verrät er, dass er vorhat, mit der gestohlenen Technologie alle Tiere auf der Erde zu mutieren und eine Welt zu schaffen, in der die Mutanten über die Menschen herrschen.
Die Turtles versuchen einzugreifen, aber die Bande entkommt mit der Ausrüstung, während ein von TCRI installierter Peilsender mit den Turtles zurückfällt, wodurch sie gefangen genommen werden können. Im TCRI-Hauptquartier extrahiert Cynthia das Mutagen der Turtles, aber April trifft mit Splinter ein, um sie zu retten. Im Versteck der Bande überzeugen Splinter und die Turtles sie davon, dass ihr Herrschaftsplan sie nicht besser macht als das Schlimmste der Menschheit, und gemeinsam wenden sie sich gegen Superfly und zerstören seine Maschine. Der Schlamm fällt jedoch ins Wasser und vereint die Meeresbewohner mit Superfly, der sich daraufhin in einen gigantischen walähnlichen Kaiju verwandelt, nachdem er Tiere aus einem nahe gelegenen Zoo geraubt hat. Er greift die Stadt an, und die Turtles und andere Mutanten versuchen, ihn aufzuhalten, werden aber von der Öffentlichkeit für Mitmonster gehalten.
Leonardo findet seine Stimme als Anführer, während April ihre Angst überwindet und eine Nachrichtensendung in Auftrag gibt, um die guten Absichten der Mutanten zu erklären, und die Bürger von New York kommen ihnen zu Hilfe. Mit Hilfe der Bürger und anderer Mutanten werfen die Turtles einen Kanister mit TCRI-Retromutagen in Superflys Blasloch und verwandeln ihn wieder in eine Gruppe normaler Tiere. Nach der Versöhnung mit Splinter werden die Turtles, April und die Mutanten von der Stadt gefeiert. Bald ziehen die Mutanten mit ihnen in die Kanalisation. Splinter und Scumbug verlieben sich ineinander und die Turtles melden sich an Aprils Highschool an, wo sie alle als Helden gefeiert werden. Während sich die Turtles und April auf dem Abschlussball amüsieren, werden sie von Cynthia (die den nun nicht mehr mutierten Superfly gefangen hält) beobachtet, die plant, die Turtles mit Hilfe des geheimnisvollen Shredders wieder einzufangen.

## Synchronisation
Die deutsche Synchronisation des Films übernahm die Iyuno-SDI Group Germany GmbH in Berlin, nach einem Dialogbuch von Marius Clarén und Simon Hauschild Dialogregie führte Marius Clarén, Björn Schalla und Manuel Straube.
| Rolle           | Originalsprecher   | Deutscher Sprecher   |
| --------------- | ------------------ | -------------------- |
| Leonardo        | Nicolas Cantu      | David Kunze          |
| Donatello       | Micah Abbey        | Ben Hadad            |
| Michelangelo    | Shamon Brown Jr.   | Jerome Weinert       |
| Raphael         | Brady Noon         | Nando Schmitz        |
| Splinter        | Jackie Chan        | Stefan Gossler       |
| April O’Neil    | Ayo Edebiri        | Gabrielle Pietermann |
| Baxter Stockman | Giancarlo Esposito | Erich Räuker         |
| Bebop           | Seth Rogen         | Tobias Kluckert      |
| Cynthia Utrom   | Maya Rudolph       | Nilam Farooq         |
| Genghis Frog    | Hannibal Buress    | Asad Schwarz         |
| Leatherhead     | Rose Byrne         | Ranja Bonalana       |
| Mondo Gecko     | Paul Rudd          | Markus Pfeiffer      |
| Ray Fillet      | Post Malone        | Jens Knossalla       |
| Rocksteady      | John Cena          | Dennis Schmidt-Foß   |
| Spider          | Derek Wilson       | Matti Klemm          |
| Superfly        | Ice Cube           | Malick Bauer         |
| Wingnut         | Natasia Demetriou  | Christin Marquitan   |

## Produktion

### Entwicklung
Nachdem Ramsey Naito 2018 bei Nickelodeon anheuerte, diskutierten sie und Brian Robbins, wen sie für die Teenage-Mutant-Ninja-Turtles-Franchise gewinnen wollten. Die Wahl fiel auf Seth Rogen und Jeff Rowe schloss sich kurz darauf dem Projekt an. Im Juni 2020 berichtete Deadline Hollywood, dass Nickelodeon Animation Studio einen CG-animierten Turtles-Film für Paramount Pictures entwickelt. Rowe wurde mit der Regie nach einem Drehbuch von Brendan O’Brien beauftragt, Rogen, Evan Goldberg und James Weaver produzierten über ihre Produktionsfirma Point Grey Pictures, die neben Nickelodeon Movies genannt wird, Naito und Josh Fagen überwachten die Produktion für Nickelodeon bzw. Point Grey.
In einem Interview mit Collider im August 2020 sagte Rogen, dass sich der Film stark auf das Teenager-Element der Turtles stützen würde. Er sagte:

„Als lebenslanger Fan der Ninja Turtles war der ‚Teenager‘-Teil von Teenage Mutant Ninja Turtles seltsamerweise immer der Teil, der mich am meisten angesprochen hat. Und als jemand, der Teenager-Filme liebt, der viele Teenager-Filme gemacht hat und der buchstäblich seine Karriere damit begonnen hat, einen Teenager-Film zu schreiben, war die Idee, dieses Element zu vertiefen, wirklich aufregend für uns. Ich meine, ohne den Rest zu vernachlässigen, aber wir haben es wirklich als Ausgangspunkt für den Film benutzt.“

Im Juni 2021 enthüllte Rogen auf seiner Twitter-Seite ein Teaserbild mit von Leonardo geschriebenen Schulnoten, dem ursprünglichen Starttermin des Films und weiteren Details. Im Oktober 2021 trug der Film den Arbeitstitel „Teenage Mutant Ninja Turtles: The Next Chapter“. Der Produktionsdesigner Yashar Kassai sagte über das Projekt: „Man verankert sich so tief in den bekannten Elementen, dass man sie leicht wiedererkennt, aber dann fügt man etwas von dem bestehenden Charme des Franchise hinzu oder verstärkt ihn“. Der Titel „Teenage Mutant Ninja Turtles: Mutant Mayhem“ wurde im August 2022 festgelegt. Kyler Spears wurde als Co-Regisseur verpflichtet, da er bereits mit Rowe bei dessen vorherigem Film Die Mitchells gegen die Maschinen zusammengearbeitet hatte, J.J. Villard wurde mit dem Design des Filmlogos beauftragt, das Gesamtbudget betrug 70 Millionen Dollar.

### Drehbuch
Schließlich erhielten Rogen, Goldberg und Rowe zusammen mit dem Autorenteam Dan Hernandez und Benji Samit das Drehbuch, während O’Brien und die drei Erstgenannten für die Story verantwortlich waren. Rogen und Rowe wollten, dass der Film den jugendlichen Aspekt der Turtles hervorhebt. Rowe verglich Mutant Mayhem mit den Coming-of-Age-Filmen Stand by Me und Lady Bird und bemerkte, sein Ziel sei es, „den ultimativen Coming-of-Age-Film für Teenager“ zu machen. Er beschrieb die Turtles als mit dem „unauthentischen Selbstvertrauen, das Teenager haben“, und fügte hinzu, dass Teenager oft „mit diesem übertriebenen ‚Wir können alles schaffen‘-Gefühl agieren“.
Die Autoren wollten ihre eigene Version der Turtles-Geschichte schaffen und haben nicht alle Elemente der vorherigen Episoden berücksichtigt. Rowe erklärte, dass sie es „logischer“ machen wollten und viele Dinge ausgelassen haben, „damit es wirklich von den Charakteren und der Glaubwürdigkeit her funktioniert“. Rowe nannte seine Bewunderung für die klassischen Turtles-Spielzeuge als Grund dafür, dass so viele Mutantenfiguren in den Film aufgenommen wurden. Shredder war ursprünglich der Hauptbösewicht des Films, wurde aber gestrichen, weil Rowe wollte, dass der Bösewicht des Films ein Mutant ist, der sich mit den Turtles identifizieren kann und zu dem sich die Turtles hingezogen fühlen. Superfly sollte ursprünglich eine mutierte Version von Baxter Stockman sein, einer Figur, die in früheren Turtles-Medien in eine mutierte Fliege verwandelt worden war. Letztendlich wurden die beiden jedoch zu eigenständigen Charakteren.
Ein früher Entwurf von Mutant Mayhem hatte eher den Charakter eines Highschool-Films. Rowe erklärte, dass es in der ersten Version schwierig war, das Leben der Turtles auf natürliche Weise mit der Handlung um den Kriminellen zu verbinden, und fügte hinzu, dass die Turtles ihr Ziel schon früh im Drehbuch erreicht hatten. Das hatte zur Folge, dass der Film nach 30 Minuten umgeschrieben werden musste und neue Charaktere, andere Schüler der Highschool und Beziehungen eingeführt werden mussten. Rowe beschrieb dies als „mühsam“. Im Juli 2022 wandte sich Rogen schließlich per Textnachricht an Rowe und teilte ihm mit, dass der Film „grundlegend kaputt“ sei und komplett geändert werden müsse, eine Ansicht, der Rowe zustimmte. Daraufhin wurde der Film in den folgenden vier Monaten komplett umgeschrieben und in seinen endgültigen Zustand versetzt.

### Casting und Synchronisation
Am 4. März 2023 verriet Rogen bei den Nickelodeon Kids’ Choice Awards, dass die Schauspieler Micah Abbey, Shamon Brown Jr., Nicolas Cantu und Brady Noon (alle anwesend) für die Rollen der Turtles gecastet wurden: Donatello, Michelangelo, Leonardo und Raphael. Weitere Schauspieler, die während der Zeremonie in ihren jeweiligen Rollen vorgestellt wurden, waren Rogen selbst, Hannibal Buress, Rose Byrne, John Cena, Jackie Chan, Ice Cube, Natasia Demetriou, Ayo Edebiri, Giancarlo Esposito, Post Malone, Paul Rudd und Maya Rudolph.
In Mutant Mayhem werden zum ersten Mal alle vier Schildkröten von Teenagern gespielt. Rogen ist der Ansicht, dass die Entscheidung, die Rollen mit Teenagern zu besetzen, den Film von früheren Versionen der Schildkröten unterscheidet: „Etwas sehr Intuitives wurde zu etwas, das unsere Version wirklich geöffnet hat“. Hunderte von Schauspielern sprachen für die Rollen der Schildkröten vor. Rowe sah sich jedes Band an und wählte diejenigen aus, die er für geeignet hielt. Er schnitt Stimmen in die Charakterdesigns, um zu sehen, wer zu wem passte. Nachdem er die Auswahl auf zehn Personen eingegrenzt hatte, sprachen Abbey, Brown, Cantu und Noon gemeinsam vor und erhielten schließlich die Rollen. Rowe beschrieb die vier als „perfekt“ und die Tischlesung als „kinetisch und lebendig“. Um Chan zu rekrutieren, schrieb er ihm einen Brief, in dem er ihn fragte, ob er in einem Film über die Turtles mitspielen wolle. Das Team traf sich mit Ice Cube, der, als er hörte, dass seine Rolle Superfly hieß, lachte und zusagte. Ice Cube entschied sich auch deshalb für die Rolle, weil er und sein Sohn eine emotionale Verbindung zur Turtles-Serie haben.
Abbey ließ sich bei seiner Darstellung des Donatello von seinen Freunden und früheren Darstellungen des Charakters inspirieren, während Brown beim Vorsprechen nicht die typische „Surfer-Dude“-Stimme für Michelangelo übernehmen wollte. Inspiriert von Brandon Mychal Smiths Darstellung des Charakters in Der Aufstieg der Teenage Mutant Ninja Turtles wollte er „sein eigenes Ding damit machen“. Cantu wollte Leonardo eine „Qualität der Nervosität“ verleihen, da er das Gefühl hatte, dass es „eine Ebene der Angst gibt, die mit der Führung der Gruppe einhergeht“. Noon wollte Raphaels Wut mit einer eher unbeschwerten und lustigen Darstellung ausgleichen, um ihn sympathischer zu machen. Edebiri wollte mit der Darstellung von April O’Neil an ihre Teenagerjahre anknüpfen und die Entschlossenheit ihres Charakters ausdrücken. Turtles-Mitschöpfer Kevin Eastman hat einen stimmlichen Cameo-Auftritt als Bürger, der Splinter während des Höhepunkts hilft und als „Good Human“ bezeichnet wird. Rowe wollte, dass die Rolle von jemandem gesprochen wird, „der für das Franchise von Bedeutung ist“, und wählte Eastman als Hommage an Stan Lees Cameos in den Marvel-Comicverfilmungen bis zu seinem Tod im Jahr 2018. Scumbug verwendet eine Mischung aus verschiedenen Stimmen, einschließlich Rowes, wird aber letztendlich Alex Hirsch zugeschrieben.
Anders als bei Animationsfilmen üblich, nahmen die Schauspieler ihre Rollen nicht einzeln, sondern in Gruppen auf. An einer einzigen Aufnahmesitzung nahmen bis zu sieben Schauspieler teil. Diese Umgebung ermöglichte es den Schauspielern, miteinander zu spielen und während ihrer Auftritte viel zu improvisieren. Rogen wurde teilweise durch seine Erfahrungen bei den Dreharbeiten zu Der König der Löwen mit Donald Glover und Billy Eichner beeinflusst, diesen Ansatz auf den Film zu übertragen. Er lobte insbesondere Abbey, Brown, Cantu und Noon und sagte, dass sie versucht hätten, „die Art und Weise einzufangen, wie sie im Film tatsächlich miteinander interagieren“. Er erinnerte sich an einen Bericht über eine Aufnahmesitzung mit dem Quartett und wie „sie alle zusammen in der Küche des Aufnahmestudios herumhingen und einfach übereinander redeten, sich übereinander lustig machten und sich gegenseitig anschrien“. Dieses Ereignis war seiner Meinung nach der Auslöser dafür, dass die vier zusammen eine Platte aufnahmen, da er das Gefühl hatte, dass die Energie für den Film richtig war.

### Design
Wie schon bei seinem vorherigen Werk, The Mitchells vs. the Machines, wollte Rowe, dass Mutant Mayhem anders aussieht, als man es von einem Animationsfilm erwartet. Das Ziel des Regisseurs war es, den Film stark an die Konzeptzeichnungen anzulehnen. Er ließ sich von Skizzen inspirieren, die er als Teenager in Schulheften anfertigte und die zu übertriebenen Gesichtszügen, Stacheln und zufälligen Effektlinien neigten, und wollte, dass die Animation des Films ein ähnliches Gefühl widerspiegelt. Rowe bezeichnete den Skizzen-Look des Films als seinen „Nordstern“, so wie es der von Comics inspirierte Look für Spider-Man: A New Universe war.
Produktionsdesigner Yashar Kassai fand die Ausarbeitung des Stils des Films als einen der schwierigsten Teile der Produktion. Er und Rowe ermutigten die Künstler, ihre Unvollkommenheiten zu akzeptieren und wie Teenager zu zeichnen. Kassai nannte die Fernsehserie von 1987 und die klassische Spielzeugserie als große Inspirationen für das Produktionsteam. „Wir blickten auf die Zeit zurück, in der pubertärer, ekelhafter Humor der komödiantische Stil der Zeit war. Damit haben wir angefangen, aber dann haben wir den Teenager-Zeichen-Aspekt als eine sehr starke Oberschicht hinzugefügt“. Er nannte auch Chungking Express als einen starken Einfluss auf die visuelle Gestaltung des Films. Da der Film größtenteils nachts spielt, verbrachten die Künstler viel Zeit damit, das nächtliche New York zu variieren und ihm eine Vielzahl verschiedener Farbschemata zu geben.
Rowe und der leitende Charakterdesigner Woodrow White drängten auf weniger klobige Versionen der Turtles und darauf, dass die vier Hauptfiguren einen eher jugendlichen Körperbau haben sollten. Ähnlich wie Michelangelo und seine Zahnspange wurde Donatello eine Brille verpasst, nicht als Merkmal für Streberhaftigkeit und Weisheit, sondern eher für das Erwachsenwerden. Bei Splinter wollte White den Vater-Aspekt der Figur hervorheben und ihn „durch den Stress der Elternschaft“ zerzaust aussehen lassen. Als Ninja-Meister trägt Splinter einen Kataginu, den er aus einem Bademantel geschnitten hat, was ebenfalls den DIY-Charakter der Figur widerspiegelt. Außerdem hat White ihm eine Jogginghose verpasst, die er als „ein gängiges Grundnahrungsmittel von Hausfrauen und -männern“ bezeichnet. Jeff Bridges’ Figur des Dude aus The Big Lebowski diente als Inspiration für die Mode von Splinter, während sein Körperbau von Danny DeVito inspiriert wurde. White studierte auch Fotos von echten Ratten, als er die Figur entwarf. Für Splinters Kampfstil studierten die Filmemacher seinen Darsteller, Jackie Chan, in Filmen wie Police Story und Rumble in the Bronx.
White wollte, dass Leatherhead nicht zu muskulös aussieht, sondern eher wie ein echter Alligator, der auf zwei Beinen steht. Bei der Gestaltung des Genghis-Frosches arbeitete er mit Kassai zusammen und ließ sich vom Aussehen eines Zwergfrosches inspirieren. Rocksteady erhielt einen größeren Kopf, um das Horn der Figur zu betonen, das White für das charakteristische Merkmal eines Nashorns hielt. Bei Ray Fillet wollte er der Figur eine „bedrohlichere Kante“ geben und ihr „mehr Manta-Ray“ einhauchen. In ähnlicher Weise wollte White, dass Wingnut mehr wie eine Fledermaus aussieht als frühere Versionen der Figur, indem sie ihre Flügel an den Armen behält.

### Animation und Kinematographie
Mutant Mayhem wurde von Mikros Animation in Montréal und Paris und Cinesite in Vancouver und Montréal animiert. 2022 wurde Mikros mit dem Großteil der Animation beauftragt, kurz darauf kam Cinesite hinzu, um knapp 25 Minuten zu produzieren.
Mikros war eines von mehreren Studios, die eine Probeaufnahme für den Film machten. Darin war Donatello 40 Sekunden lang sprechend zu sehen. Die Aufgabe des Studios bestand darin, die CGI-Animation so genau wie möglich an die zur Verfügung gestellte 2D-Referenz anzupassen. Laut Matthieu Rouxel, Visual Effects Supervisor bei Mikros, sagte Rowe: „Wenn das Bild wie ein 2D-Gemälde aussieht, wenn es sich nicht bewegt, dann sind wir gut“. Der Test half Mikros zu erkennen, dass sie ihr Rendering für den Film weiterentwickeln mussten: stilisierte Shader, Kurven und Kanten.
Mikros baute einen Shader-Prototyp, der den Toonshader der Autodesk Arnold Render Engine als Grundlage verwendete. Obwohl der Prototyp für Testzwecke gut war, wusste das Team, dass es ihn für die Filmgröße weiterentwickeln musste. Rowe wies das Studio an, ein „Photoshop-Filter-Gefühl“ zu vermeiden. Das Team erkannte die Raffinesse des Looks und die Notwendigkeit, die Beleuchtung mit grafischen Merkmalen zu versehen, „so dass es aussieht, als wären sie nacheinander mit verschiedenen Strichen gemalt worden“. Mikros arbeitete mit Marcel Reinhard, dem leitenden Entwickler für Schattierung, Beleuchtung und Rendering, zusammen, um einen Shader zu entwickeln, der die Lichter auf den Schattierungen von Objekten und Charakteren isolieren und ihnen spezielle Behandlungen zuweisen konnte. Dazu gehörten Scribbles, Kreuzschraffuren, Stufen und Farbübergänge.
Da die stilisierte CGI des Films Elemente der 2D-Animation verwendet, um einen Skizzenbuch-Look zu erzielen, mussten die Mitarbeiter von Cinesite, die bisher nur Erfahrung mit CGI hatten, schnell lernen, mit 2D umzugehen. Um den Prozess zu beschleunigen, suchten sie nach Sequenzen und Styleguides von Mikros. Außerdem wurde eine Gruppe von fünf traditionellen 2D-Effektanimatoren zusammengestellt, um das Team zu schulen, und die Software Toon Boom Animation wurde in ihre Pipeline aufgenommen. Mit diesen Ressourcen und Tools entwickelte Cinesite interne Animationstests und erhielt von Rowe regelmäßiges Feedback über die Übereinstimmung mit der Arbeit von Mikros.
Kent Seki, der Leiter der Kameraführung, wollte die Jugendlichkeit der Turtles hervorheben, indem er die Kamera nah, handgeführt und lebendig hielt. Er beschrieb die Aufnahmen so, als wäre man „auf der Flucht“, und ließ sich von dem Talent der Teenager inspirieren, in Schwierigkeiten zu geraten. Um die Turtles bei ihren komödiantischen und actiongeladenen Streichen einzufangen, wählte er einen Cinéma-Vérité-Stil, der von den Arbeiten von Emmanuel Lubezki und Spike Jonze geprägt ist. Seki versuchte auch, Jonzes Handkamera-Stil mit einer formaleren Kamerasprache zu kontrastieren, die vom frühen Paul Thomas Anderson und seiner Arbeit als Kameramann Robert Elswit in Boogie Nights beeinflusst war. Bei den Dreharbeiten wechselten sie zwischen diesen beiden Methoden, um eine Dichotomie zwischen der Welt der Teenager und der Welt der Erwachsenen darzustellen: „Wenn die Kinder von Splinter zurechtgewiesen werden, ist die Kameraführung viel ruhiger, und wenn wir dann zu den Kindern zurückschneiden, ist sie etwas handgehaltener und lockerer, und solche Dinge schleichen sich in die Kameraführung ein“.

### Musik
Im Mai 2023 wurde bekannt gegeben, dass die Filmmusik von Trent Reznor und Atticus Ross unter der musikalischen Leitung von Gabe Hilfer komponiert wurde. Das Album mit der Filmmusik wurde am 28. Juli 2023 von Reznors Label The Null Corporation veröffentlicht. Mutant Mayhem enthält Hip-Hop-Musik von bekannten Künstlern, wobei der Schwerpunkt auf klassischem Eastcoast-Hip-Hop liegt, der zum Setting des Films passt. Viele der Songs, die im Film verwendet wurden, waren Songs, die Rogen und Rowe regelmäßig hörten. Eine offizielle Playlist mit einigen der im Film verwendeten Songs wurde auf Spotify veröffentlicht.

## Themen
Goldberg beschreibt den Film als einen Film über einen Vater, seine vier Söhne und die Bedeutung der Familie. Ein wichtiges Thema des Films ist die Akzeptanz. Die Isolation der Turtles von der Welt soll den Wunsch eines Teenagers widerspiegeln, sich anzupassen, und ihr Vater, Splinter, befürchtet das Schlimmste von der Menschheit, nachdem er von den Turtles zurückgewiesen wurde. Das Thema war ein früher Bestandteil des Vorschlags von Rowe und Goldberg. Rowe war der Meinung, dass dieses Thema in der Franchise noch nicht behandelt worden war, und sagte: „Der Film erkennt diese fantastischen Dinge auf eine Art und Weise an, die sie in der realen Welt verankert“. Auf die Frage, ob der Film als Einwanderungsfabel geschrieben wurde, antwortete Rowe, dass dies zwar nicht die Absicht gewesen sei, das Team aber im Laufe der Geschichte begann, die Parallelen zwischen Splinter und einem Elternteil der ersten Generation, der in das Land kam, zu erkennen. Dem Regisseur zufolge haben viele im Team solche Familiensituationen erlebt, und das Thema wurde zu etwas, auf das sie sich immer wieder bezogen, „es war also nicht die Absicht, aber es wurde durch die Ausführung betont“.

## Veröffentlichung

### Kino
Teenage Mutant Ninja Turtles: Mutant Mayhem wurde am 12. Juni 2023 auf dem Internationalen Animationsfilmfestival in Annecy als „work in progress“ gezeigt. Laut TheWrap enthielt die gezeigte Version „nur einige Szenen mit grober Animation, war aber ansonsten vollständig“, einschließlich der Filmmusik. Am Ende der Vorführung erhielt der Film eine sechsminütige standing ovation und die Reaktionen des Publikums und der sozialen Medien waren Berichten zufolge positiv. Der Film wurde am 29. Juli 2023 auf dem Studiogelände von Paramount Pictures in Los Angeles gezeigt und als „besondere Familienvorführung“ angekündigt. Der Hollywood Reporter beschrieb die Veranstaltung jedoch als eine Art Premiere, an der die Schauspieler aufgrund des andauernden SAG-AFTRA-Streiks nicht teilnehmen konnten. Mutant Mayhem wurde am 2. August 2023 in den Vereinigten Staaten in den Formaten Dolby Cinema, 4DX,[49] und RealD 3D veröffentlicht. Der Film hatte auch mehrere Werbevorführungen vor seinem Kinostart.
Ursprünglich sollte der Film am 11. August 2023 in die Kinos kommen, wurde dann aber um eine Woche auf den 4. August 2023 verschoben, [52] bevor er erneut um zwei Tage auf das endgültige Datum verschoben wurde. Im Vereinigten Königreich wurde der Film zwei Tage früher, am 31. Juli 2023, veröffentlicht.

### Vermarktung
Paramount Consumer Products hat sich mit über 400 Lizenznehmern zusammengetan, um Teenage Mutant Ninja Turtles: Mutant Mayhem zu bewerben. Zu den Werbepartnern gehörten Peatos, Fall Guys, Playmates Toys, Hasbro, Mattel, Crayola, Funko, Crocs, General Mills, Build-a-Bear Workshop, Minecraft, Die Sims FreiSpiel, Fruit Ninja, Match Masters, Random House, Bendon Publishing, IDW Publishing, Roblox, Pizza Hut, Xbox, Procter & Gamble, Old El Paso, Gol Airlines und Chargespot. Darüber hinaus hat die Muttergesellschaft des Studios, Paramount Global, über ihre Fernsehkanäle Cross-Promotion für den Film betrieben, einschließlich der Ausstrahlung von Marathons der Schildkröten-Serie auf den heimischen Nickelodeon-Kanälen. Deadline Hollywood schätzt, dass die Werbekampagne der Partner für den Film einen Wert von 100 Millionen Dollar hatte und mehr als 3 Milliarden Impressionen erzielte.
Rowe besprach den Film auf dem Internationalen Animationsfilmfestival von Annecy im Juni 2022, wo ein kurzer Ausschnitt der Animation gezeigt wurde. Rafael Motamayor von /Film verglich die visuelle Ästhetik des Films mit Arcane, da beide einen „punkigen“ Stil hätten, den er als lustig bezeichnete. Parallel zur Ankündigung des Titels im August 2022 wurde in New York City ein Wandgemälde angebracht, das für den Film wirbt. Zusammen mit der Bekanntgabe der Besetzung wurde bei den Nickelodeon Kids’ Choice Awards am 4. März 2023 eine kleine Vorschau auf den Film gezeigt. Ein Teaser-Trailer wurde am 6. März 2023 online veröffentlicht, unterlegt mit „Can I Kick It?“ von A Tribe Called Quest. Charles Pulliam-Moore von The Verge bewertete den Trailer positiv und nannte die Animation „wunderschön“ und hob die „skizzenhafte Art Direction und die dunkle, schmutzige Textur“ hervor. Matthew Razak von The Escapist lobte den Trailer ebenfalls und bemerkte, dass die Schildkröten im Vergleich zu früheren Darstellungen jugendlicher wirken: „Diese Teenage Mutant Ninja Turtles klingen und sehen wirklich wie Teenager aus“.
Ausführliches Filmmaterial wurde auf der CinemaCon am 27. April 2023 gezeigt. Ein offizieller Trailer in voller Länge wurde am 31. Mai 2023 veröffentlicht. James Whitbrook von Gizmodo beschrieb ihn als „visuell absolut atemberaubend“ und lobte, dass der Trailer „etwas mehr Zeit mit den Turtles und ihrem Wunsch nach einem etwas normaleren Leben als dem eines mutierten Ninja-Teenagers“ verbringe. Die Teenage Mutant Ninja Turtles: Mutant Mayhem Experience lief vom 23. Juli bis 1. August 2023 in New York City und Los Angeles und ermöglichte es den Besuchern, das unterirdische Versteck der Turtles in der Kanalisation zu erkunden.

### Streaming und Heimmedien
Teenage Mutant Ninja Turtles: Mutant Mayhem wurde am 1. September 2023 von Paramount Home Entertainment als digitaler Download veröffentlicht und am 19. September auf Paramount+ gestreamt. Die Veröffentlichung auf Ultra HD Blu-ray, Blu-ray und DVD erfolgte am 12. Dezember 2023. Die physischen und digitalen Veröffentlichungen enthielten drei Featurettes mit Blick hinter die Kulissen und ein Tutorial-Video, das zeigt, wie man Leonardo zeichnet.

## Rezeption

### Boxoffice
Teenage Mutant Ninja Turtles: Mutant Mayhem spielte in den Vereinigten Staaten und Kanada 118,6 Mio. $ ein und 61,9 Mio. $ in anderen Gebieten, was einem weltweiten Gesamtergebnis von 180,5 Mio. $ entspricht. Deadline Hollywood berechnete den Nettogewinn des Films auf 204,5 Mio. $, wobei Produktionsbudgets, Marketing und andere Kosten berücksichtigt wurden; Einspielergebnisse, Merchandising, Fernsehen und Streaming sowie Home Media-Einnahmen platzierten den Film auf Platz vier der Liste der „wertvollsten Blockbuster“ des Jahres 2023.
In den Vereinigten Staaten und Kanada sollte Mutant Mayhem an seinem fünftägigen Eröffnungswochenende in 3.851 Kinos rund 30 Mio. $ einspielen. Der Film spielte am ersten Tag 10,2 Mio. $ ein (einschließlich 3,85 Mio. $ aus den Vorpremieren am Dienstagabend), am Eröffnungswochenende 28 Mio. $ (und insgesamt 43 Mio. $ in den fünf Tagen) und belegte damit den vierten Platz hinter Barbie, Meg 2: The Trench und Oppenheimer. Am zweiten und dritten Wochenende spielte der Film 15,7 Mio. $ bzw. 8,4 Mio. $ ein und belegte damit den dritten bzw. vierten Platz. Laut The Hollywood Reporter könnte der SAG-AFTRA-Streik und die daraus resultierende Unfähigkeit von Rogen und der Besetzung, für den Film zu werben, das Einspielergebnis um 15 Prozent beeinflusst haben. Brancheninsider spekulieren, dass der Film einen Rückgang von 7 bis 10 Millionen Dollar erlitten haben könnte. In China floppte der Film, spielte an seinem dreitägigen Eröffnungswochenende 310.000 Dollar ein und landete auf dem neunten Platz.

### Kritiken
Teenage Mutant Ninja Turtles: Mutant Mayhem Teenage Mutant Ninja Turtles: Mutant Mayhem erhielt positive Kritiken von den Kritikern. Die Leistungen des Films, das Drehbuch und die stilisierte Animation wurden weithin gelobt, und mehrere Kritiker hielten ihn für den besten Turtles-Film.
Justin Chang von der Los Angeles Times lobte den Film als „eine unerwartet reizvolle Herausforderung für die reflexhafte Antifranchise-Mentalität der Kritiker.“
Tom Jorgensen von IGN, der den Film mit 8 von 10 Punkten bewertete, äußerte sich positiv über den Film, kritisierte jedoch, dass die Handlung vorhersehbar sei. Er schrieb, der Film „strotzt vor Selbstvertrauen, Energie und Herz“ und stellt „einen neuen Höhepunkt für die Turtles auf der großen Leinwand dar.“
Charlotte O’Sullivan vom Evening Standard, die den Film mit 4 von 5 Sternen bewertete, lobte die Darstellung von April O’Neil sowie Edeberis Darstellung der Figur. Sie sagte, der Film sei „schwungvoll, anarchisch, redet nicht auf Jugendliche herab, sieht verdammt lecker aus, hat einen tadellos lakonischen Soundtrack und zeigt uns April O’Neil, wie wir sie noch nie gesehen haben.“
Empires John Nugent fasst in seiner 4 von 5 Sternen Bewertung zusammen: „Einfallsreich animiert, wahnsinnig witzig und eine überraschend authentische Darstellung der Außenseitererfahrung: Es ist praktisch unmöglich, sich dem Charme dieser Reptilienbrüder zu entziehen.“
Rafael Motomayor von /Film bewertete den Film mit 9 von 10 Punkten und sagte, dass er „nicht nur eine großartige Einführung in das Kult-Franchise ist, sondern auch ein fantastischer Film für sich selbst und einer der schönsten Filme des Jahres.“
Liz Miller von Consequence, die dem Film die Note A- gab, lobte die Verwendung von lizenzierten Tracks und schrieb, dass die Montage zu Blackstreets „No Diggity“ „vielleicht eine der schönsten animierten Sequenzen des Jahres“ sei.
Pete Hammond von Deadline Hollywood lobte das Drehbuch, den Humor und die Leistungen von Abbey, Brown, Cantu und Noon. Er schloss mit den Worten: „Rogen hat einem Franchise seinen Stempel aufgedrückt, das immer noch neue Wege findet, um inmitten des ganzen Chaos intelligent zu unterhalten.“
Brian Tallerico von RogerEbert.com, der den Film mit 2,5 von 5 Sternen bewertete, hielt die Animation für ein Highlight, kritisierte aber die Geschichte und die Charakterisierung als zu wenig tiefgründig.
Peter Debruge, der für Variety schrieb, lobte die Regie, bezeichnete das Drehbuch jedoch als „stellenweise äußerst originell“, an anderen Stellen jedoch als „recycelte Ansammlung müder Klischees“.
Nick Schager von The Daily Beast lobte die Regie und die Animation, mochte den Film aber wegen seines Humors, seiner Anspielungen und seiner Geschichte nicht besonders. Er schrieb: „Angesichts Rogens Beteiligung sowohl als Autor als auch als Schauspieler ist es überraschend, dass Mutant Mayhem nicht nur in Bezug auf die Handlung, sondern auch in Bezug auf die Komik auf Nummer sicher geht“.

### Auszeichnungen
| Auszeichnung                                         | Jahr | Kategorie                                                                       | Empfänger                                                                                         | Resultat      | Ref.            |
| ---------------------------------------------------- | ---- | ------------------------------------------------------------------------------- | ------------------------------------------------------------------------------------------------- | ------------- | --------------- |
| Heartland Film Festival                              | 2023 | Truly Moving Picture Award                                                      | Teenage Mutant Ninja Turtles: Mutant Mayhem                                                       | Gewonnen      | [ 92 ]          |
| Hollywood Professional Association Awards            | 2023 | Outstanding Color Grading – Animated Theatrical Feature                         | Mitch Paulson (Company 3)                                                                         | Nominiert     | [ 93 ]          |
| Boston Society of Film Critics Awards                | 2023 | Best Animated Film                                                              | Teenage Mutant Ninja Turtles: Mutant Mayhem                                                       | Nominiert     | [ 95 ]          |
| Washington D.C. Area Film Critics Association Awards | 2023 | Best Animated Feature                                                           | Teenage Mutant Ninja Turtles: Mutant Mayhem                                                       | Nominiert     | [ 96 ]          |
| Chicago Film Critics Association Awards              | 2023 | Best Animated Feature                                                           | Teenage Mutant Ninja Turtles: Mutant Mayhem                                                       | Nominiert     | [ 97 ] [ 98 ]   |
| St. Louis Film Critics Association Awards            | 2023 | Best Animated Film                                                              | Teenage Mutant Ninja Turtles: Mutant Mayhem                                                       | Nominiert     | [ 99 ] [ 100 ]  |
| Florida Film Critics Circle Awards                   | 2023 | Best Animated Film                                                              | Teenage Mutant Ninja Turtles: Mutant Mayhem                                                       | Nominiert     | [ 101 ] [ 102 ] |
| AWFJ EDA Awards                                      | 2024 | Best Animated Film                                                              | Teenage Mutant Ninja Turtles: Mutant Mayhem                                                       | Nominiert     | [ 103 ]         |
| AWFJ EDA Awards                                      | 2024 | Best Animated Female                                                            | Ayo Edebiri                                                                                       | Nominiert     | [ 103 ]         |
| Georgia Film Critics Association Awards              | 2024 | Best Animated Film                                                              | Teenage Mutant Ninja Turtles: Mutant Mayhem                                                       | Nominiert     | [ 104 ]         |
| Astra Film and Creative Arts Awards                  | 2024 | Best Animated Feature                                                           | Teenage Mutant Ninja Turtles: Mutant Mayhem                                                       | Nominiert     | [ 105 ] [ 106 ] |
| Seattle Film Critics Society Awards                  | 2024 | Best Animated Feature                                                           | Teenage Mutant Ninja Turtles: Mutant Mayhem                                                       | Nominiert     | [ 107 ] [ 108 ] |
| Austin Film Critics Association Awards               | 2024 | Best Animated Film                                                              | Teenage Mutant Ninja Turtles: Mutant Mayhem                                                       | Nominiert     | [ 109 ] [ 110 ] |
| Austin Film Critics Association Awards               | 2024 | Best Voice Acting/Animated/Digital Performance                                  | Ayo Edebiri                                                                                       | Nominiert     | [ 109 ] [ 110 ] |
| Austin Film Critics Association Awards               | 2024 | The Robert R. „Bobby“ McCurdy Memorial Breakthrough Artist Award                | Ayo Edebiri                                                                                       | Nominiert     | [ 109 ] [ 110 ] |
| Critics’ Choice Movie Awards                         | 2024 | Best Animated Feature                                                           | Teenage Mutant Ninja Turtles: Mutant Mayhem                                                       | Nominiert     | [ 111 ] [ 112 ] |
| Black Reel Awards                                    | 2024 | Outstanding Voice Performance                                                   | Ayo Edebiri                                                                                       | Nominiert     | [ 113 ] [ 114 ] |
| Houston Film Critics Society Awards                  | 2024 | Best Animated Film                                                              | Teenage Mutant Ninja Turtles: Mutant Mayhem                                                       | Nominiert     | [ 115 ] [ 116 ] |
| Kansas City Film Critics Circle                      | 2024 | Best Animated Feature                                                           | Teenage Mutant Ninja Turtles: Mutant Mayhem                                                       | Unentschieden | [ 117 ]         |
| London Film Critics’ Circle Awards                   | 2024 | Animated Film of the Year                                                       | Teenage Mutant Ninja Turtles: Mutant Mayhem                                                       | Nominiert     | [ 118 ] [ 119 ] |
| Saturn Awards                                        | 2024 | Best Animated Film                                                              | Teenage Mutant Ninja Turtles: Mutant Mayhem                                                       | Nominiert     | [ 120 ] [ 121 ] |
| ADG Excellence in Production Design Awards           | 2024 | Excellence in Production Design for an Animated Film                            | Yashar Kassai                                                                                     | Nominiert     | [ 122 ] [ 123 ] |
| Annie Awards                                         | 2024 | Best Animated Feature                                                           | Teenage Mutant Ninja Turtles: Mutant Mayhem                                                       | Nominiert     | [ 124 ] [ 125 ] |
| Annie Awards                                         | 2024 | Outstanding Achievement for Directing in a Feature Production                   | Jeff Rowe, Kyler Spears                                                                           | Nominiert     | [ 124 ] [ 125 ] |
| Annie Awards                                         | 2024 | Outstanding Achievement for Writing in a Feature Production                     | Seth Rogen, Evan Goldberg, Jeff Rowe, Dan Hernandez, Benji Samit                                  | Nominiert     | [ 124 ] [ 125 ] |
| Annie Awards                                         | 2024 | Outstanding Achievement for Music in a Feature Production                       | Trent Reznor, Atticus Ross                                                                        | Nominiert     | [ 124 ] [ 125 ] |
| Annie Awards                                         | 2024 | Outstanding Achievement for Production Design in an Animated Feature Production | Yashar Kassai, Arthur Fong, Tiffany Lam                                                           | Nominiert     | [ 124 ] [ 125 ] |
| Annie Awards                                         | 2024 | Outstanding Achievement for Editorial in a Feature Production                   | Greg Levitan, Illya Quinteros, David Croomes, Myra Owyang                                         | Nominiert     | [ 124 ] [ 125 ] |
| Visual Effects Society Awards                        | 2024 | Outstanding Visual Effects in an Animated Feature                               | Matthieu Rouxel, Marie Balland, Jacques Daigle, Vincent Leroy                                     | Nominiert     | [ 126 ] [ 127 ] |
| Visual Effects Society Awards                        | 2024 | Outstanding Animated Character in an Animated Feature                           | Gregory Coelho, Anne-Claire Leroux, Simon Cuisinier, Olivier Pierre (for Superfly)                | Nominiert     | [ 126 ] [ 127 ] |
| Visual Effects Society Awards                        | 2024 | Outstanding Created Environment in an Animated Feature                          | Olivier Mitonneau, Eddy Frechou, Guillaume Chevet, Arnaud Philippe-Giraux (for Midtown Manhattan) | Nominiert     | [ 126 ] [ 127 ] |
| Visual Effects Society Awards                        | 2024 | Outstanding Effects Simulations in an Animated Feature                          | Louis Marsaud, Paul-Etienne Bourde, Serge Martin, Marine Pommereul                                | Nominiert     | [ 126 ] [ 127 ] |
| Producers Guild of America Awards                    | 2024 | Outstanding Producer of Animated Theatrical Motion Pictures                     | Teenage Mutant Ninja Turtles: Mutant Mayhem                                                       | Nominiert     | [ 128 ] [ 129 ] |
| Cinema Audio Society Awards                          | 2024 | Outstanding Achievement in Sound Mixing for Motion Picture – Animated           | Doc Kane, Michael Semanick, Mark Mangini, Trent Reznor, Atticus Ross, Chris Cirino, Chelsea Body  | Nominiert     | [ 130 ] [ 131 ] |
| ACE Eddie Awards                                     | 2024 | Best Edited Animated Feature Film (Theatrical or Non-Theatrical)                | Greg Levitan                                                                                      | Nominiert     | [ 132 ] [ 133 ] |
| Satellite Awards                                     | 2024 | Best Animated or Mixed Media Feature                                            | Teenage Mutant Ninja Turtles: Mutant Mayhem                                                       | Nominiert     | [ 134 ] [ 135 ] |
| Artios Awards                                        | 2024 | Outstanding Achievement in Casting – Feature Animation                          | Rich Delia, Adam Richards                                                                         | Nominiert     | [ 136 ] [ 137 ] |
| ICG Publicists Awards                                | 2024 | Maxwell Weinberg Award for Motion Picture Publicity Campaign                    | Teenage Mutant Ninja Turtles: Mutant Mayhem                                                       | Nominiert     | [ 138 ] [ 139 ] |
| NAACP Image Awards                                   | 2024 | Outstanding Animated Motion Picture                                             | Teenage Mutant Ninja Turtles: Mutant Mayhem                                                       | Nominiert     | [ 140 ] [ 141 ] |
| Critics’ Choice Super Award                          | 2024 | Best Superhero Movie                                                            | Teenage Mutant Ninja Turtles: Mutant Mayhem                                                       | Nominiert     | [ 142 ] [ 143 ] |
| Critics’ Choice Super Award                          | 2024 | Best Actress in a Superhero Movie                                               | Ayo Edebiri                                                                                       | Nominiert     | [ 142 ] [ 143 ] |

### Sequel
Im Juni 2022 erklärte Robbins, dass es Pläne für mehrere Turtles-Zeichentrickfilme gebe. In einem Interview im Juli 2023 bekundete Rowe sein Interesse an einer Fortsetzung mit dem Shredder. Später im selben Monat wurde berichtet, dass eine Fortsetzung des Films grünes Licht erhalten habe. Rowe wird als Regisseur zurückkehren und Point Grey wieder als Koproduzent fungieren. Der Film soll am 9. Oktober 2026 in die Kinos kommen.

### Videospiele
Ein auf dem Film basierendes Videospiel mit dem Titel Teenage Mutant Ninja Turtles: Mutants Unleashed ist für Ende 2024 geplant. Das Spiel wird ein 3D-Beat-’em-up-Platformer sein, der von Outright Games entwickelt und veröffentlicht wird und für Windows, PlayStation 4, PlayStation 5, Xbox One, Xbox Series X, Xbox Series S und Nintendo Switch erscheinen soll.